# Lacaune viande
Pour les articles homonymes, voir Lacaune.
 (janvier 2019).
Si vous disposez d'ouvrages ou d'articles de référence ou si vous connaissez des sites web de qualité traitant du thème abordé ici, merci de compléter l'article en donnant les références utiles à sa vérifiabilité et en les liant à la section « Notes et références ».
La Lacaune viande est une variété de la race ovine Lacaune spécialisée pour la production d'agneaux de boucherie. Elle est donc élevée en système allaitant et n'est pas soumise à la traite. La Lacaune viande est exploitée dans une zone géographique plus étendue, en système allaitant strict pour la production principale d'agneaux de boucherie engraissés sous la mère.
Elle est proche des races Blanche du Massif Central et Préalpes du Sud.

## La production de viande
Agneaux sont produits pour la production de viande et le renouvellement pour l'exploitation , c’est une viande jeune, tendre, de couleur claire, d’odeur très faiblement prononcée. Les agneaux sont issus principalement de races rustiques du Sud de la France dont la Lacaune est la plus importante.